# Šanov (Zlíni járás)
Šanov település Csehországban, a Zlíni járásban. Šanov Rokytnice, Štítná nad Vláří-Popov, Pitín, Hostětín, Slavičín és Felsőszúcs településekkel határos. Lakosainak száma 464 fő (2024. január 1.).

## Népesség
A település lakosságának változását az alábbi diagram mutatja:
| Lakosok száma | 455  | 526  | 551  | 553  | 616  | 519  | 467  | 479  | 468  | 464  |
|               | 1869 | 1890 | 1921 | 1950 | 1980 | 2001 | 2017 | 2019 | 2022 | 2024 |